# Fantaghirò (colonna sonora)
Fantaghirò è un album del cantante italiano Amedeo Minghi, pubblicato nel 1991 dall'etichetta discografica Mercury. Si tratta della colonna sonora composta per la miniserie televisiva Fantaghirò.

## Tracce
1. Il Re alla guerra
2. La fata e il topo
3. La Regina (La morte - Il dolore - Il pentimento)
4. La magia
5. Fantaghirò
6. Il principe
7. Le danze
8. Il soldato ubriaco
9. Il duello
10. La solitudine
11. Il principe e Fantaghirò
12. Mio nemico (canta Rossana Casale)